# Епархия Мадисона
Епархия Мадисона (лат. Dioecesis Madisonensis) — епархия Римско-Католической церкви с центром в городе Мадисон, штат Висконсин, США. Епархия Мадисона входит в митрополию Милуоки. Кафедральным собором епархии Мадисона является Собор святого Бернарда.

## История
22 декабря 1945 года Римский папа Пий XII издал буллу Ad animarum bonum, которой учредил епархию Мадисона, выделив её из епархии Грин-Бея, епархии Ла-Кросса и архиепархии Милуоки.
14 мая 2005 года больной психическим заболеванием поджёг кафедральный собор святого Рафаила, в результате чего храм серьёзно пострадал. В 2007 году местным епископом было принято решение построить новый храм на месте старого, сохранив основные некоторые характерные архитектурные элементы старого собора.
До 2025 кафедральным собором епархии являлся Собор святого Рафаила, с 2025 кафедральным собором является Собор святого Бернарда.

## Ординарии епархии
- епископ Уильям Патрик О’Коннор[англ.] (22.02.1946 — 18.02.1967)
- епископ Клетус Фрэнсис О’Доннелл[англ.] (18.02.1967 — 18.04.1992)
- епископ Уильям Генри Буллок[англ.]  (13.04.1993 — 23.05.2003)
- епископ Роберт Чарльз Морлино[англ.] (23.05.2003 — 24.11.2018)
- епископ Дональд Джозеф Хайинг[англ.] (с 25.04.2019)

## Источник
- Annuario Pontificio, Libreria Editrice Vaticana, Città del Vaticano, 2003, ISBN 88-209-7422-3
- Булла Ad animarum bonum, AAS 38 (1946), стр. 340  (лат.)